# Hadrocryptus cingulatus
Hadrocryptus cingulatus là một loài tò vò trong họ Ichneumonidae.